# Guilty Gear Xrd
Guilty Gear Xrd (ギルティギア イグザード, Giruti Gia Iguzādo) est un jeu vidéo de combat développé par Arc System Works et édité par Sega en 2014 sur SEGA RingEdge 2, puis porté sur PlayStation 3, PlayStation 4 et Windows.
Il s'agit du quatrième épisode de la série Guilty Gear

## Système de jeu
Le système de combat est composé de 5 attaques: Le coup de poing, le coup de pied, la tranche, la tranche lourde et la Dust Attack (qui enverra l'adversaire dans les airs). Les combats se déroulent donc en deux manches, où il faudra vider la jauge de vie de l'adversaire. Il est possible d'effectuer des combos, des provocations et des contre-attaques.
Le jeu comporte une jauge de tension, se remplissant lorsque le joueur avance où frappe l'adversaire. Cependant, elle diminuera lorsque le joueur recule, reste immobile ou engage des mouvements défensifs. Quand la jauge est à moitié chargée, le joueur peut entrer en "Super Mode". quand il atteint ce stade, il peut effectuer de nouveaux mouvements plus puissants.
Le joueur aura aussi à disposition une jauge de rupture, qui se remplit au fur et à mesure des coups donnés. Une fois remplie, il peut déclencher une Psyche Burst, qui brisera les enchaînements de l'adversaire. Si ce dernier est touché, la jauge de tension se remplira au maximum.
Plusieurs modes de jeu sont disponibles:
- Le mode Arcade, qui confronte le joueur à 8 adversaires, puis à un boss,le tout en suivant la narration.
- Le mode Versus qui permet d'affronter un autre joueur.
- Le mode histoire, qui présente le scénario du jeu via un film d'animation décomposé en 7 chapitres.
- Le mode Medal of Millionaires, où il faudra lutter contre les ennemis, jusqu'à ce que défaite s'ensuive, où le joueur gagnera des médailles à chaque enchaînement effectué.
- Le mode Online, qui permet d'affronter des joueurs du monde entier
- Le mode Entraînement, qui enseigne les différents mouvements, coups et enchaînements au travers d'un tutoriel, mais aussi d'un mode mission, qui simule des situations de combat et d'un mode défi, se concentrant sur la réalisation d'enchaînements.

## Scénario
Quelques années après les événements de Guilty Gear 2: Overture, une jeune femme nommée Ramlethal Valentine déclare la guerre au Royaume d'Illyria. Cette dernière étant responsable de l'incident du Baptism 13, au cours duquel le Royaume se fit envahir, cette déclaration est prise au sérieux. Et afin d'obtenir le fin mot de l'histoire, le gouvernement passe à l'action et envoie ses meilleurs combattants.